# Jean Ambroise Baston de Lariboisière
Pour les articles homonymes, voir Baston, Lariboisière et Jean Ambroise.
Jean Ambroise Baston comte de Lariboisière, né le 18 août 1759 à Fougères et mort le 21 décembre 1812 à Koenigsberg en Prusse-Orientale, est un général français de la Révolution et de l’Empire.

## Biographie

### Du lieutenant au général de brigade
Jean-Ambroise Baston de Lariboisière naît le 18 août 1759 à Fougères, en Bretagne. Fils d'Ambroise Baston, sieur de Lariboisière, lieutenant général civil et criminel de la sénéchaussée de Fougères, propriétaire de l'hôtel de Saint-Brice, et de Jeanne-Marie Monnière, il s'oriente rapidement vers une carrière militaire. Il fait de brillantes études et entre comme lieutenant, le 2 août 1781, dans le régiment d'artillerie de La Fère où sert Napoléon Bonaparte. Quoique Lariboisière ait quelques années de plus que son jeune camarade, il s'établit bientôt entre eux, selon Éric Pautrel, « une amitié qui ne devait jamais s'effacer, une confiance absolue l'un envers l'autre et un dévouement inaltérable de la part de Lariboisière pour le futur empereur ».
À l'époque de la Révolution française, dont il se montre partisan modéré, il est cité comme un officier distingué. Fait capitaine en 1791 et envoyé à l'armée du Rhin, sous Custine, il prend part à l'invasion du Palatinat. Après la prise de Mayence il est chargé, en 1792, de l'armement de la place de Mayence. Quand Mayence est prise, il fait partie de la garnison qui défend cette ville contre les Prussiens. Après le siège et la capitulation de Mayence, il demeure comme otage au 20 décembre 1793. Il fait les campagnes des ans II et III comme adjudant-général, chef de bataillon puis chef de brigade, et passe une partie de l'an IV dans sa famille. Depuis l'an IV jusqu'à l'an XI, il est nommé successivement directeur des parcs d'artillerie des armées d'Angleterre, d'Helvétie, du Rhin et du Danube, avant d'être fait général de brigade le 29 août 1803.

### Général de l'Empire

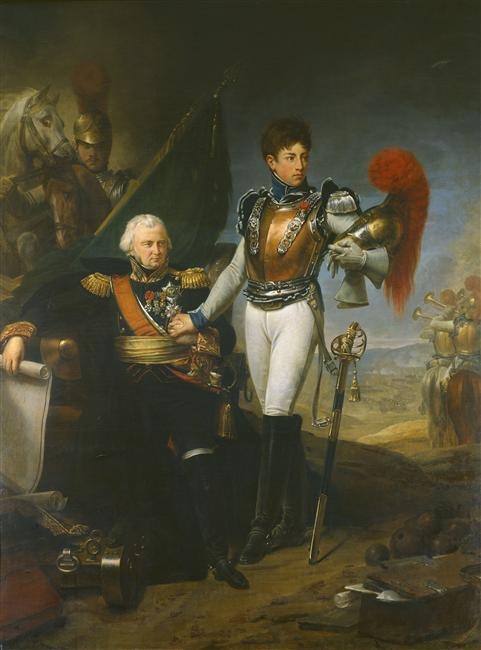
Le général Lariboisière et son fils Ferdinand, lieutenant au 1er carabiniers à cheval à la bataille de la Moskova en 1812. Ferdinand salue son père avant de charger avec son régiment : il est mortellement blessé lors de la bataille. Peinture de Antoine-Jean Gros. Musée de l'armée (Paris).

Lariboisière commande l'artillerie du 4e corps pendant la campagne de l'an XIV et se trouve à la bataille d'Austerlitz. Il contribue fortement au succès de cette journée par l'emploi qu'il fait de ses batteries et par le feu qu'il dirige sur les glaces qui portent les colonnes russes, car celles-ci ont eu l'imprudence de se placer sur l'étang de Menitz. À Iéna, le 14 octobre 1806, il parvient avec son artillerie à repousser plusieurs charges d'infanterie. Remarqué par l'Empereur qui le fait général de division le 3 janvier 1807, il est appelé au commandement de l'artillerie de la Garde impériale. Au cours de la bataille d'Eylau le 8 février 1807, il soutient tout au long de la journée le centre de l'armée avec une batterie de 40 canons.
Blessé d'un coup de boulet devant Dantzig, le général Lariboisière dirige l'artillerie de la Garde lors des batailles d'Heilsberg et de Friedland. Il est chargé le 24 juin de faire établir sur le Niémen le radeau qui sert aux conférences tenues entre Napoléon et le tsar Alexandre, et qui se terminent par la paix de Tilsitt. Au mois de février 1808, le général Lariboisière prend le commandement en chef de l'artillerie de l'armée d'Espagne. Rappelé à la Grande Armée en 1809, Napoléon lui confie le commandement en chef de l'artillerie à Wagram.
Élevé en 1811 à la dignité de premier inspecteur général de l'artillerie, le comte de Lariboisière ne tarde pas à retourner sur les champs de bataille. Peu avant le commencement de la campagne de Russie en 1812, il prévoit les difficultés auxquelles l'armée va se heurter. Il fait un certain nombre d'efforts pour réparer l'effet désastreux des pluies qui tombent en abondance avant l'arrivée des Français à Vilnius. À la prise de Smolensk, des bouches à feu tonnent sur la place, et 2 477 caissons portent leurs approvisionnements. Chargé la veille de la bataille de la Moskova de reconnaître les positions de l'ennemi et de déterminer le moyen d'attaquer les redoutes que les Russes ont établies sur leur gauche, il met en place pendant la nuit les dispositions nécessaires. À la pointe du jour, l'artillerie française ouvre le feu sur les Russes et les 70 000 boulets tirés pendant la bataille sont en mesure d'être remplacés.
Pour Lariboisière, la victoire de la Moskova est endeuillée par la mort de son fils, mortellement blessé lors d'une charge. Affaibli par cette perte et par la fatigue, le général tombe malade à Vilnius et meurt à Kœnigsberg le 21 décembre 1812. Son corps repose dans l'Hôtel des Invalides, et sur son cercueil, on lit cette partie de l'inscription : « Ambroise Baston, comte de Lariboisière, général de division, commandant en chef l'artillerie de la Grande Armée, grand officier de la Légion d’honneur, né à Fougères, mort à Kœnigsberg, le 21 décembre 1812 ». Son nom est inscrit sur l'arc de triomphe de l'Étoile, côté est. Beau-frère de Louis Joseph Le Beschu de Champsavin, il est le père de Honoré-Charles Baston de La Riboisière.
Il est considéré par le spécialiste Jean-Claude Quennevat comme l'« un des meilleurs chefs d'artillerie de la Grande Armée ».

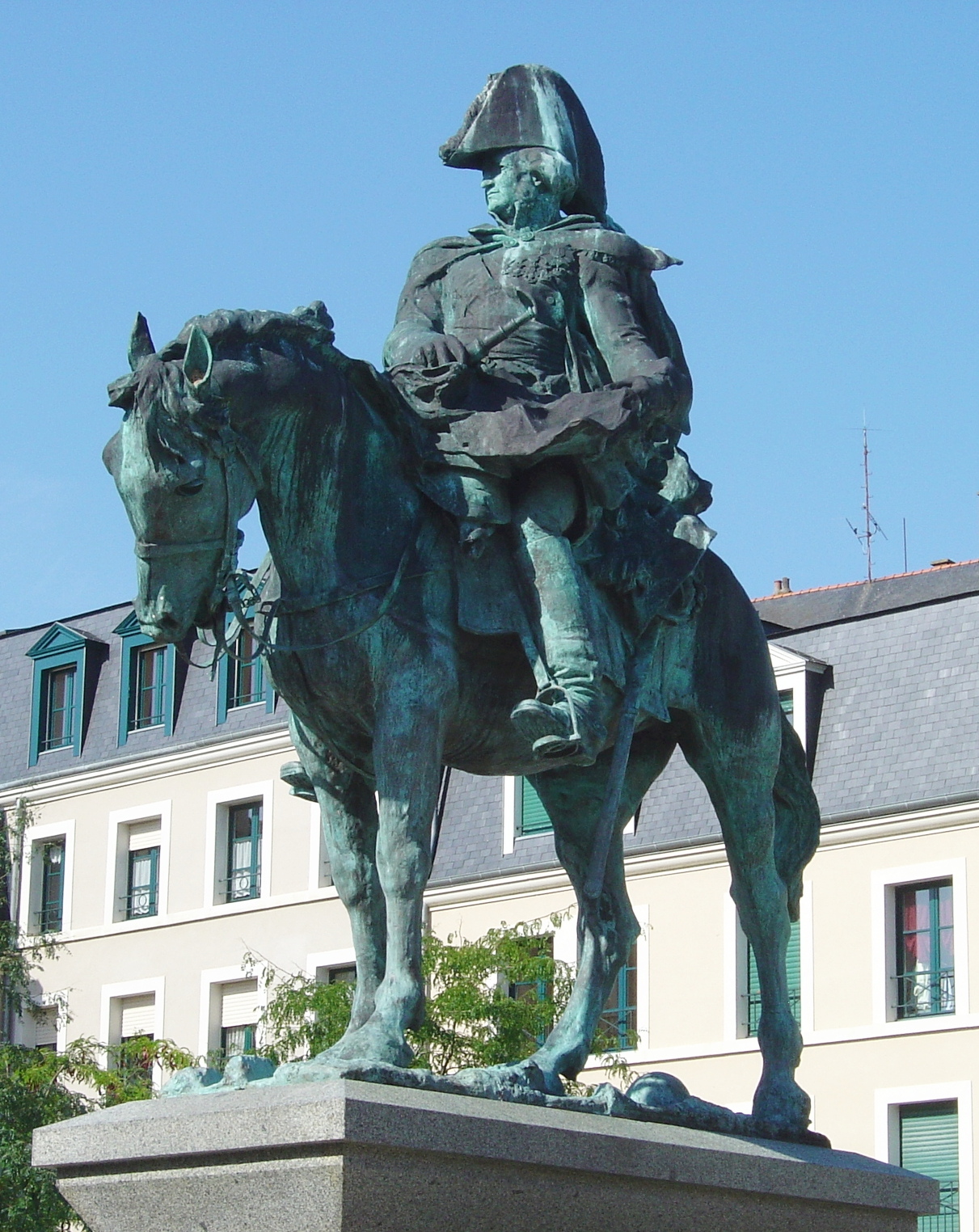
Statue du général Lariboisière à Fougères par Georges Récipon (1893).
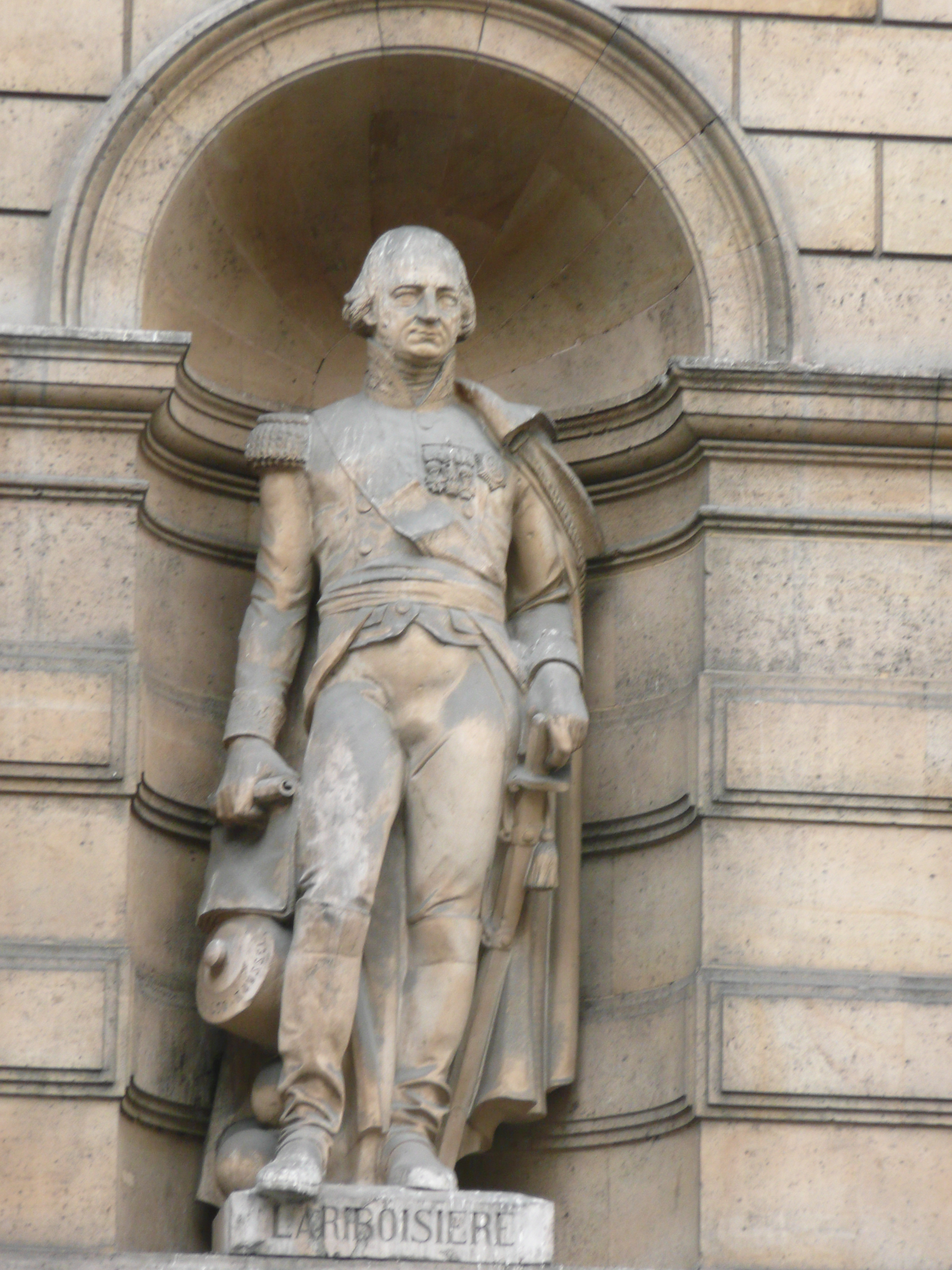
Statue du général Lariboisière rue de Rivoli à Paris.
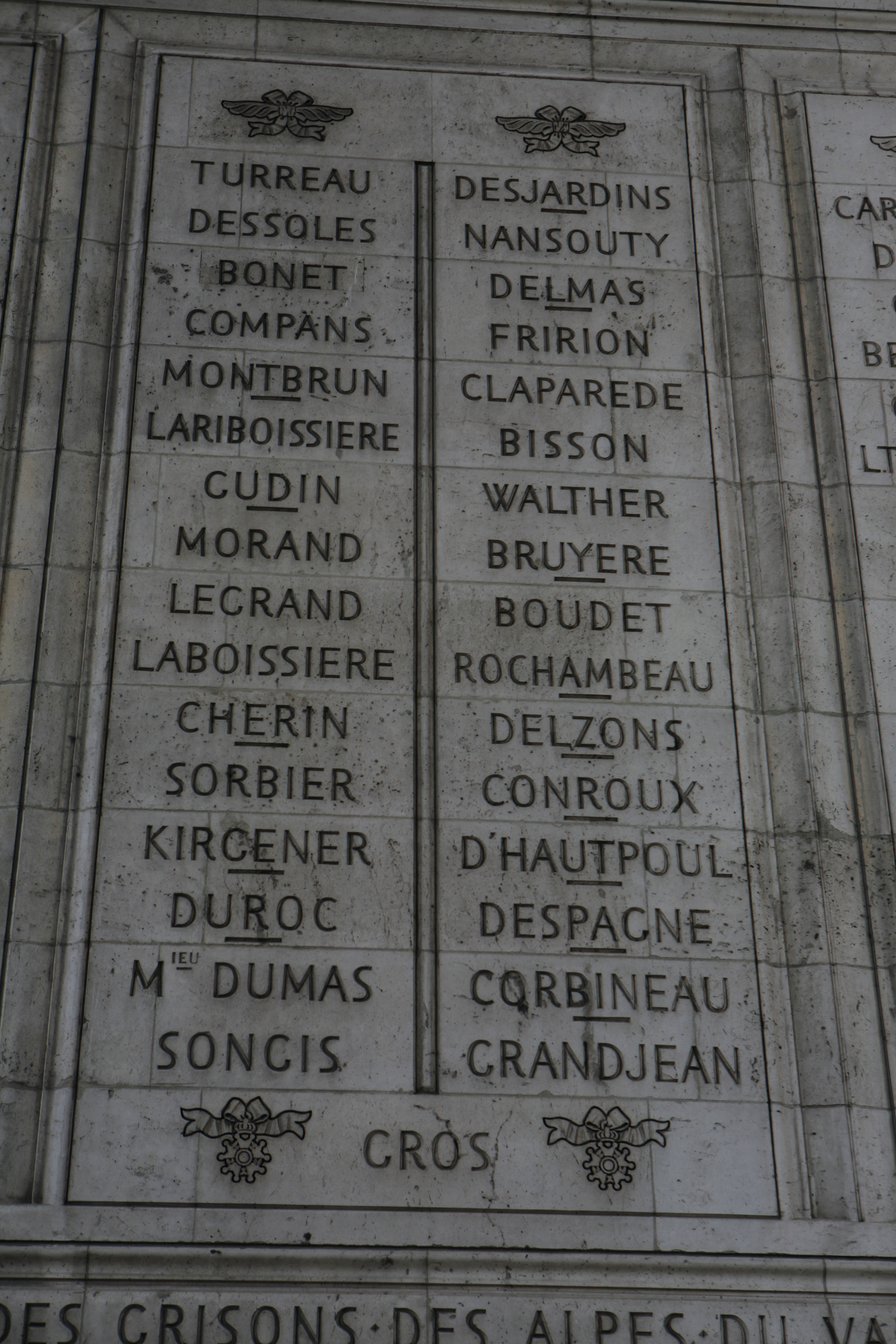
Noms gravés sous l'arc de triomphe de l'Étoile : pilier Est, 15e et 16e colonnes.
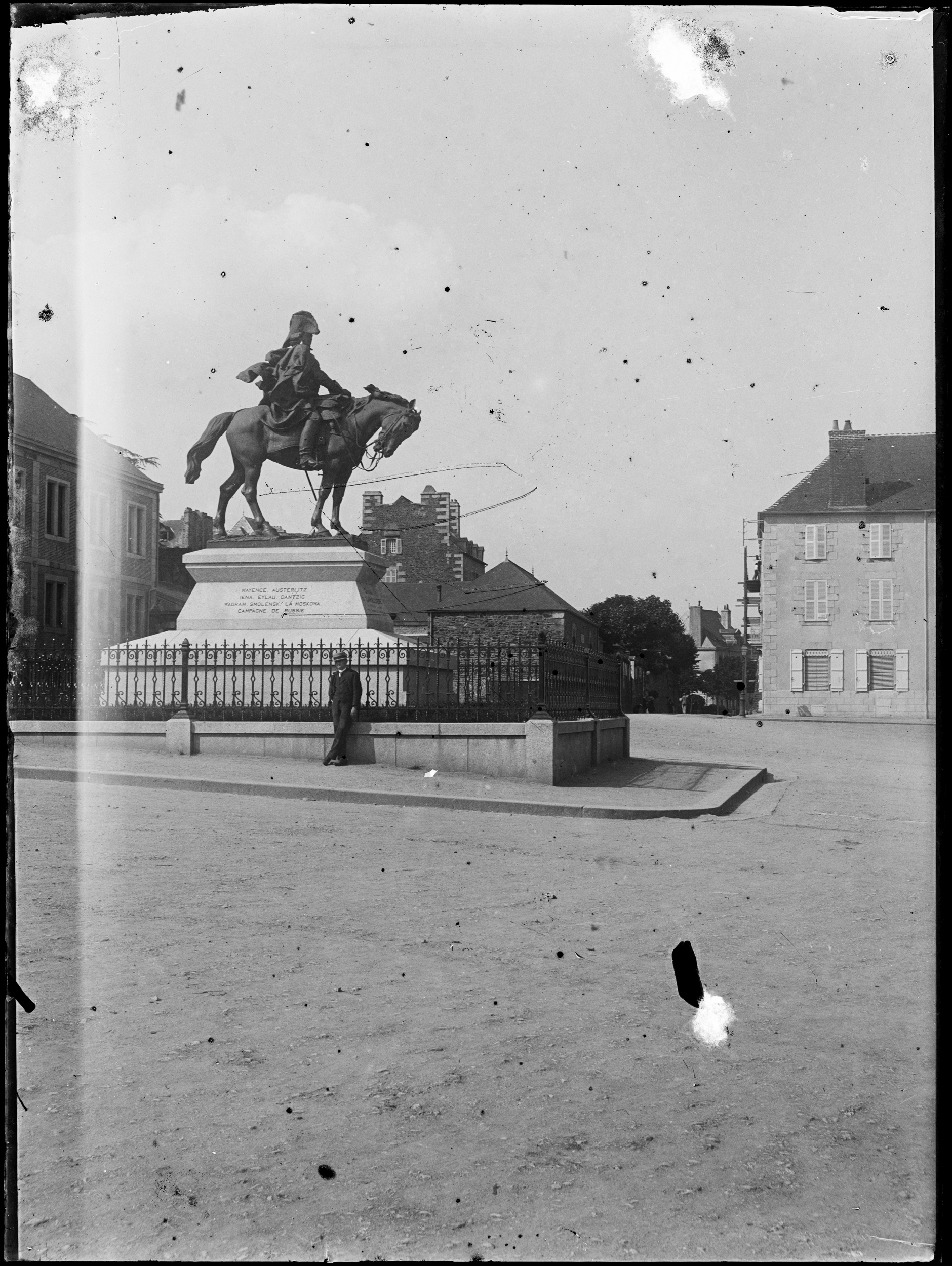
Statue du Général Lariboisière, fougères - Musée de Bretagne